# 阿里·華塞
阿里·華塞（土耳其語：Ali Vâsib；1903年10月14日—1983年12月9日），是1977年－1983年間鄂圖曼帝國王朝第41代領袖，他人生大部分間都在流亡。
他在貝西克塔斯奧塔科伊的徹拉安宮出生，是鄂圖曼王朝第38代領袖艾哈邁德·尼哈德的獨子，蘇丹穆罕默德五世是他的曾祖父。
他早年曾流亡到法國，1935年1月後與家人定居亚历山大港直到去世。